# Hybrid (golfklubba)
En hybrid i golfsammanhang är en golfklubba som är en kombinerad järn- och träklubba som på senare år blivit otroligt populär för allt från tour-spelare och höghandicapare. I stort sett alla etablerade golfvarumärken tillverkar hybrider och de har ersatt många långa järnklubbor. Förespråkarna hävdar att dessa passar såväl i ruff som på fairway och har en betydligt jämnare träffbild än järnklubbor, och går dessutom längre.